# خوناس روميرو
خوناس روميرو (بالإسبانية: Jonás Romero)‏ هو لاعب كرة قدم أرجنتيني، ولد في 21 أغسطس 2000 في قرطبة في الأرجنتين. لعب مع أتليتيكو توكومان.

## وصلات خارجية
- خوناس روميرو على موقع قاعدة بيانات كرة القدم.إي يو (الإنجليزية)
- خوناس روميرو على موقع Soccerway.com (الإنجليزية)